# Quintana del Pidio
Quintana del Pidio est une commune d’Espagne, dans la province de Burgos, communauté autonome de Castille-et-León. Cette localité est également vinicole, et fait partie de l’AOC Ribera del Duero.

## Économie

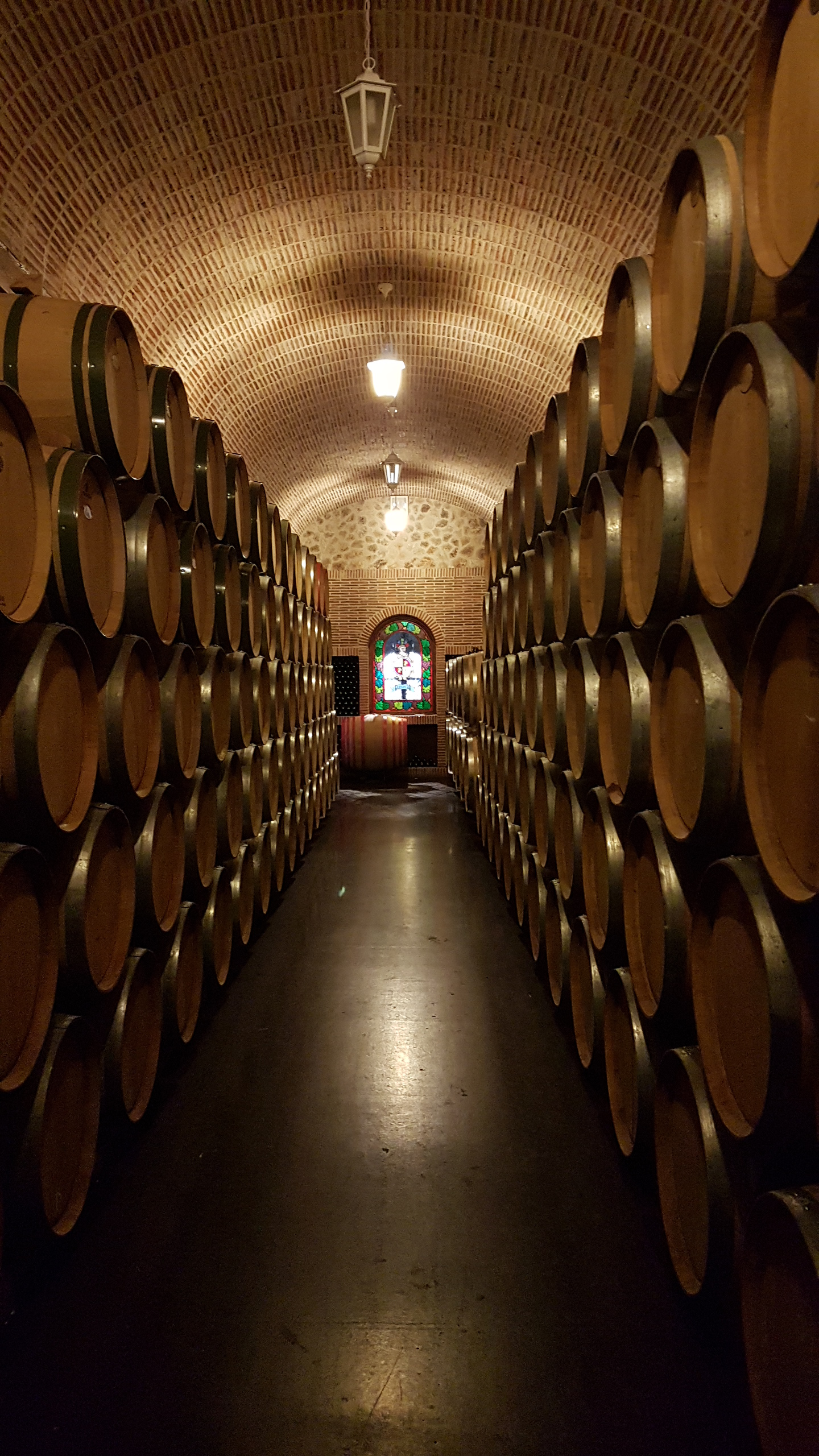
Tonneaux de vin à la cave souterraine de Casajús à Quintana del Pidio.

L'activité principale de la localité est fondamentalement agricole, mettant en valeur le secteur viticole qui compte d'importantes caves à vin, des activités céréalières et quelques travaux d'élevage comme la viande ovine. Elle se compose des huit caves à vin suivantes :
- Bodegas Casajús[1].
- Cillar de Silos
- Cooperativa Nuestra Señora de los Olmos
- Pagos de Quintana
- Marqués de Valparaíso
- Valle de Monzón
- Prado de Olmedo
- Alto Miraltares